# میکائل هاروتیونیان
میکائل هاروتیونی هاروتیونیان (ارمنی: Միքաել Հարությունի Հարությունյան؛ زادهٔ ۱۰ فوریهٔ ۱۹۴۶) یک فرد نظامی اهل ارمنستان است. وی بین سال‌های ۲۰۰۷ تا ۲۰۰۸ میلادی وزیر دفاع جمهوری ارمنستان بود.

## جوایز
وی همچنین برندهٔ جوایزی همچون نشان مسروپ ماشتوتس شده است.

## یادداشت
1. ↑  ՀՀ Նախագահի գլխավոր ռազմական տեսուչ
2. ↑  Ով ով է. հայեր (կենսագրական հանրագիտարան: Երկու հատորով) / Հայկական համառոտ հանրագիտարան